# 菊亭香水
菊亭香水（きくてい こうすい、安政2年7月10日（1855年8月22日） - 昭和17年（1942年）2月12日）は、明治期、大正期の小説家、新聞記者。本名は佐藤蔵太郎。鶴谷外史の号もある。

## 経歴
豊後国国東郡佐伯（現・大分県佐伯市）にて出生。
1875年（明治8年）、大分県師範学校を卒業し、鶴谷女学校の教員をとなる。
1881年（明治14年）、上京して報知新聞社に入社。翌年『月氷寄縁 艶才春話』を刊行。
1884年（明治17年）、大阪毎朝新聞社に転じ、ついで神戸新報社に入る。
1900年（明治33年）、新聞記者を辞し、郷土史家として著述業に専念した。
1942年没。

## 主な作品
- 『惨風悲雨 世路日記』
- 『東洋太平記』